# فرودگاه هماس استرلینگ
فرودگاه هماس استرلینگ (به انگلیسی: HMAS Stirling) یک فرودگاه نظامی است که یک باند فرود آسفالت دارد و طول باند آن ۴۵۰ متر است. این فرودگاه در کشور استرالیا قرار دارد و در ارتفاع ۱۰ متری از سطح دریا واقع شده‌است.